# Ninel Łukanina
Ninel Wasiliewna Łukanina, obecnie Jewtiejewa (ros. Нинель Васильевна Луканина (Евтеева), ur. 18 września 1937 w Baku) – radziecka siatkarka, medalistka igrzysk olimpijskich, mistrzostw Europy i świata.

## Życiorys
W 1963 Łukanina była w składzie reprezentacji Związku Radzieckiego, która triumfowała na mistrzostwach Europy organizowanych w Rumunii. Wystąpiła na igrzyskach olimpijskich 1964 w Tokio. Zagrała wówczas w jednym z pięciu meczów. Reprezentantki Związku Radzieckiego odniosły jedną porażkę (z Japonkami) i zajęły drugie miejsce w turnieju.
Do 1961 Łukanina grała w bakijskim klubie Nieftjanik. W latach 1961–1968 reprezentowała klub CSKA Moskwa, z którym czterokrotnie zdobywała mistrzostwo ZSRR (w 1963, 1965, 1966 i 1968) oraz raz (w 1962) tytuł wicemistrzowski. Razem z moskiewskim klubem dwa razy triumfowała w Lidze Mistrzyń (w 1966 i 1967). Karierę sportową zakończyła w 1968. Pracowała jako nauczycielka wychowania fizycznego. Od 1977 pracuje z dziećmi i młodzieżą jako trenerka w moskiewskim klubie KFK „Konstruktor”. Obecnie mieszka w Moskwie.
W 2003 została wyróżniona tytułem Zasłużony Mistrz Sportu.